# Тече Волга
„Тече Волга“ е песен, написана през 1962 г. от композитора Марк Фрадкин и поета Лев Ошанин за панорамния филм „Волга тече“ (режисьор Я. Сегел).

## История
Авторите искали Марк Бернес да я изпълни във филма, но той не харесал песента и в крайна сметка Владимир Трошин я записал за филма.
Премиерата на филма е на 1 март 1963 г., но още през юли 1962 г. е представен в един от епизодите на неделната радиопрограма на Всесъюзното радио „Добро утро!“. Историята е трябвало да бъде придружена от запис на песента, но редакторите не са разполагали със саундтрака на Трошин и тогава, със съгласието на режисьора Я. Сегел, предлагат да го запишат на М. Бернес и този път той се съгласява.
Така именно изпълнението на Бернс е причината песента да бъде чута за първи път от милиони радиослушатели. На 10 декември 1962 г. Бернс записва нова версия (GS 6152 стерео) във Всесъюзното звукозаписно студио, която е издадена на грамофон през 1963 г. (D 00011529-30, 7"); Бернс също така изпълнява песента към този саундтрак в телевизионното предаване „Синя светлина“ на 1 май 1963 г.
Вторият запис на песента (D 00012457-58, 7") също е издаден през 1963 г. – в интерпретация на Людмила Зикина, която я включва в концертния си репертоар след премиерата на филма. Уникалният тембър на гласа на певицата, особената топлина и искреност на изпълнението ѝ придават на песента ново звучене. Именно в тази версия „Волга тече“ е особено обичана от слушателите. В западните медии Зикина е наричана „Мис Волга“, а песента се превръща в нейна визитна картичка за много години.